# BU-910
La  BU-910  es una carretera autonómica española perteneciente a la provincia de Burgos que comunica Aranda de Duero con la  N-234  en Hacinas.
En sus 56,4 km, pasa por Sinovas, Villanueva de Gumiel, Baños de Valdearados, Caleruega, Espinosa de Cervera, Santo Domingo de Silos y Carazo.
Durante todo su recorrido consta de una sola calzada, con un carril para cada sentido de circulación.
La vía se compuso a partir de tres antiguas carreteras en 2002:
- BU-910 , de Aranda de Duero a Caleruega (24,1 km).
- BU-911 , de Caleruega a Santo Domingo de Silos (18,7 km).
- BU-903 , de Santo Domingo de Silos a Hacinas (13,6 km).

Actualmente se está construyendo una Ronda Este en Aranda de Duero, la cual según cartografía de Internet, llevará el mismo nombre que esta carretera, y la unirá con la  BU-925  y la  N-1  (permitiendo esta la conexión con la  A-1 ).